# Kroon van het Poolse Koninkrijk
De Kroon van het Poolse Koninkrijk of kortweg De Kroon (Pools: Korona) is de naam die voor het Koninkrijk Polen gebruikt werd ten tijde van het Pools-Litouwse Gemenebest (1569-1795). De Kroon was een van de federale staten van het Gemenebest, het Grootvorstendom Litouwen was de andere. Er waren ook vazalstaten zoals het Hertogdom Pruisen en het Hertogdom Lijfland, die ook een soort autonomie hadden.
Voor de Unie van Lublin in 1569 kan het grondgebied van de Kroon beschouwd worden als het eigenlijke Polen, bevolkt door Polen en onder Poolse administratie. Na de Unie kwam ook een groot deel van het huidige Oekraïne bij Polen, daarvoor werd het door Litouwen gecontroleerd. In Oekraïne woonden niet zo veel Polen, maar toch viel dit gebied onder de Poolse Kroon.